# Secinaro
Secinaro település Olaszországban, Abruzzo régióban, L’Aquila megyében. Lakosainak száma 314 fő (2023. január 1.). Secinaro Castelvecchio Subequo, Celano, Gagliano Aterno, Molina Aterno, Ovindoli, Rocca di Mezzo, Tione degli Abruzzi és Acciano községekkel határos.

## Népesség
A település lakossága az elmúlt években az alábbi módon változott:
| Lakosok száma | 358  | 352  | 314  |
|               | 2017 | 2018 | 2023 |